# Râul Bângăleasa
Râul Bângăleasa este un afluent al râului Turcu. Se formează la confluența brațelor Grohotișul și Bucșa.

## Hărți
- Harta județului Brașov